# Église de l'Immaculée-Conception de Cambrai
Pour les articles homonymes, voir Église de l'Immaculée-Conception.
L'église de l'Immaculée-Conception est une église catholique de la ville de Cambrai, dans le département du Nord. Elle dépend du diocèse et du doyenné de Cambrai. Elle est dédiée à l'Immaculée Conception.

## Histoire
En 1851, il y a moins de deux cents habitants dans ce quartier en dehors des fortifications de Cambrai. L'arrivée du chemin de fer fait arriver de nouvelles populations, à tel point que la gare construite en 1858 fait se développer un nouveau quartier comptant mille huit cents habitants en 1872. Le 20 octobre 1872, un comité demande à l'archevêque de Cambrai l'érection d'une nouvelle église, ce qui est accepté le 8 novembre suivant et une souscription est lancée. Monsieur Dron-Tournay offre un terrain. Le 16 novembre 1873, la première pierre est bénie par Mgr Monnier. Les plans de l'église sont de la main de l'architecte diocésain, Henri de Baralle. L'église est consacrée le 17 novembre 1878.
Les fortifications sont démantelées en 1892. On compte trois mille six cents habitants en 1908.
L'intérieur est remanié en 1987 avec en particulier un nouveau chauffage. Aujourd'hui l'église de l'Immaculée Conception est une église-relais de la paroisse Saint-Vaast-Saint-Géry du doyenné de Cambrai. La messe dominicale y est célébrée les dimanches des mois impairs en alternance avec l'église Saint-Louis (dimanches des mois pairs) et la messe en semaine le mardi à 9 heures.
Elle dessert aussi l'école privée de l'Immaculée-Conception.

## Description
L'église de briques à encorbellements de pierre mesure 45 mètres de long pour 15 mètres de large. Elle est de style néo-roman. Son clocher s'élève au-dessus de la façade à  49 mètres dont 24 mètres de flèche, couverte d'ardoises et surmontée d'une croix de 5 mètres et d'un coq d'un mètre.